# 沃莫切爾峰
沃莫切爾峰（英語：Womochel Peaks），是南極洲的山峰，位於維多利亞地的彭內爾海岸，處於魏豪普特山以南3.7公里，屬於奧特巴克冰原島峰的一部分，美國地質調查局根據測量和美國海軍拍攝的空中照片繪入地圖，現時由南極條約體系管理。

## 外部連結
- 本条目引用的公有领域材料来自美国地质调查局的文档 《沃莫切爾峰》 （資料來自地名信息系统）。

72°40′S 161°4′E / 72.667°S 161.067°E